# Татра B4
Татра B4 е модел трамвайни ремаркета, произведени от ЧКД в Чехословакия от 60 до 80-те години на 20 век.

## Разпространение
От 1967 до 1987 г. са произведени 874 ремаркета.

### България
| Град  | Тип         | Година на доставяне | Брой мотриси                 | Инвентарни номера      | Междурелсие    | Забележки                                                                         |
| ----- | ----------- | ------------------- | ---------------------------- | ---------------------- | -------------- | --------------------------------------------------------------------------------- |
| София | B4DC и B4DM | 2011                | 35 (20 бр B4DC и 15 бр B4DM) | 176 – 223, 4729 – 4772 | 1009 и 1435 мм | Доставени са от град Хале и от град Дрезден. По една бройка се използва за части. |

### Хърватия
| Град   | Тип  | Година на доставяне | Брой мотриси | Инвентарни номера | Междурелсие | Забележки |
| ------ | ---- | ------------------- | ------------ | ----------------- | ----------- | --------- |
| Загреб | B4YU | 1976 – 1979         | 85           | 801 – 885         | 1000 мм     |           |

### Германия
| Град      | Тип        | Година на доставяне | Брой мотриси | Инвентарни номера              | Междурелсие | Забележки                           |
| --------- | ---------- | ------------------- | ------------ | ------------------------------ | ----------- | ----------------------------------- |
| Дрезден   | B4D        | 1970 – 1984         | 250          | 2001 – 2007, 272 101 – 272 820 | 1435 мм     | Има интервали в инвентарните номера |
| Хале      | B4D и B4DC | 1969 – 1986         | 124          | 101 – 224                      | 1000 мм     | Част от тях бяха доставени в София  |
| Лайпциг   | B4D        | 1968 – 1987         | 273          | 501 – 773                      | 1435 мм     |                                     |
| Магдебург | B4D        | 1969 – 1986         | 142          | 2001 – 2142                    | 1435 мм     |                                     |

Забележка: Това е резюме на нови мотриси, доставени директно от производителя.